# Тейку, Адольф
Адо́льф Тейку́ Камга́н (фр. Adolphe Teikeu Kamgang; 23 июня 1990, Банджун, Камерун) — камерунский футболист, защитник клуба «Кан». Выступал за молодёжные сборные Камеруна до 21 года и до 23 лет.

## Биография

### Клубная карьера
Начал играть в футбол в семь лет, сразу после того, как пошёл в школу. В 16 лет стал выступать в Первой лиге Камеруна в составе колледжа, вначале на позиции вратаря, а затем в качестве полузащитника и центрального защитника. С 17 лет выступал за клуб «Арсенал» из столицы Камеруна Яунде. По некоторым сведениям с 2007 года по 2008 год выступал за «Фову Бахам».

#### «Металлург» (Запорожье)
В декабре 2008 года прибыл на просмотр в запорожский «Металлург». Зимой 2009 года побывал на просмотре в молодёжной команде запорожского «Металлурга», сыграл в нескольких товарищеских играх и произвёл хорошее впечатление на тренерский штаб клуба. В марте 2009 года подписал контракт с запорожским «Металлургом» на правах свободного агента. В команде взял 5 номер, позже поменяв его на 23 номер, а затем и на 3 номер. В «Металлурге» стал одним из самых перспективных игроков команды, которым интересовались такие клубы как: «Анжи», «Металлист» и донецкий «Шахтер».
14 марта 2009 года дебютировал в молодёжном первенстве Украины в домашнем матче против киевского «Динамо» (1:4), Тейку отыграл всю игру. На следующий день Адольф попал в заявку на игру чемпионата Украины против основного состава «Динамо» (1:3), однако на поле не вышел. 21 марта 2009 года дебютировал в Премьер-лиге Украины в выездном матче против «Львова» (1:2), главный тренер Олег Лутков выпустил Тейку в стартовом составе, на 33-й минуте он получил жёлтую карточку, а в перерыве был заменён на Сергея Кривцова.
30 марта 2009 года в товарищеском матче против криворожского «Кривбасса» (2:1), Тейку на 49-й минуте забил первый гол в игре. После матча 5 апреля 2009 года против лидера чемпионата донецкого «Шахтёра» (1:0), в котором Тейку отыграл 75 минут, сайт Football.ua включил его в символическую сборную 22 тура. Первый гол забил в свой третьей игре в чемпионате Украины 12 апреля 2009 года в выездном матче против мариупольского «Ильичёвца» (1:1), Тейку забил мяч на 68-й минуте в ворота Игоря Шуховцева. Постепенно Адольф стал основным игроком команды. В сезоне 2008/09 Тейку провёл в чемпионате Украины 10 матчей, в которых забил 1 гол и получил 2 жёлтых карточки, в молодёжном чемпионате сыграл 1 матч.
Летом 2009 года побывал на сборе команды в Австрии, а зимой в Австрии и Испании. После матча 13 марта 2010 года против донецкого «Металлурга» (3:2), в котором Тейку отличился забитым голом сайт Football.ua включил его в символическую сборную тура. Тейку также вошёл в символическую сборную 29 тура по версии Bigmir)net. Всего в сезоне 2009/10 провёл в Премьер-лиге Украины 25 матчей, забил 2 гола (в ворота «Карпат» и донецкого «Металлурга») и получил 3 жёлтых карточки и 1 красную, в Кубке Украины провёл 2 матча.
Летом 2010 года вновь прошёл предсезонную подготовку в Австрии. 11 сентября 2010 года в матче против киевского «Динамо» (2:0), Тейку в конце первого тайма в борьбе сломал нос Данило Силве. В октябре 2010 года вместе с командой стал победителем Кубка Кучеревского, в финальном матче «Металлург» обыграл днепропетровский «Днепр» (2:3). 10 ноября 2010 года в кубковом матче против донецкого «Шахтёра» (1:0), Тейку на 14-й минуте отправил мяч в свои ворота, позже он получил травму, потеряв сознание после удара головой о землю и после столкновения с Луисом Адриано.

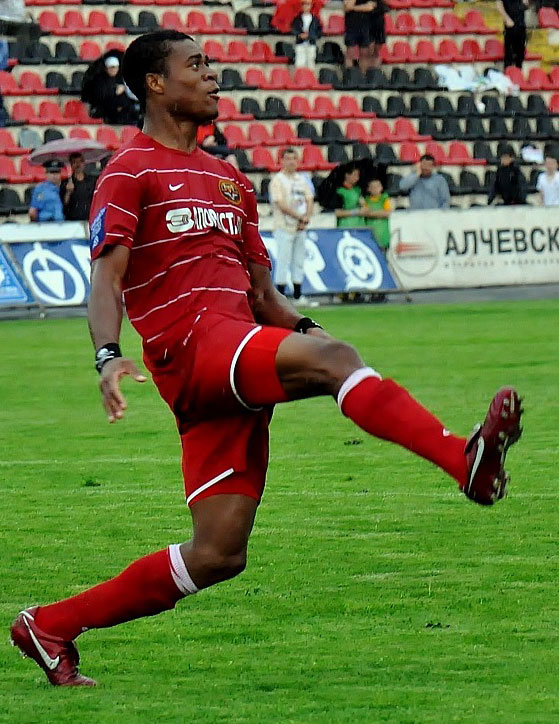
Адольф Тейку

После первой половины сезона 2010/11 многие отмечали спад в игре Тейку, а сайт Football.ua назвал его разочарование первой части сезона. Из-за проблем с получением визы он не смог отправиться на тренировочные сборы в Турции зимой 2011 года, и в итоге работал вместе с дублирующим составом в Запорожье. Позже поехал на сбор в Испанию вместе с основным составом «Металлурга». Тейку также попал в сборную 25 тура по версии сайта UA-Футбол и 26 тура по версии UA-Футбол, Football.ua и Bigmir)net.
По итогам сезона 2010/11 «Металлург» занял последнее 16 место и вылетел в Первую лигу Украины. В чемпионате Украины он сыграл 26 матчей и получил 7 жёлтых карточки, в Кубке Украины провёл 3 игры, в молодёжном первенстве также сыграл в 3 матчах.

#### «Краснодар»
В феврале 2013 года «Краснодар» достиг договоренности с «Металлургом» об аренде Тейку до конца сезона с правом выкупа.

#### «Черноморец» (Одесса)
Во время зимнего трансферного окна сезона 2013/14 гг. подписал контракт с одесским «Черноморцем». Во время зимнего трансферного окна сезона 2014/15 гг. был передан в аренду в грозненский «Терек». В июне 2015 года покинул одесский клуб в связи с окончанием действия контракта.

### Карьера в сборной
Выступал за молодёжную сборную Камеруна до 21 года.
Адольф был приглашён Аленом Вабо на чемпионат мира среди молодёжных команд 2009, который проходил в Египте. На групповом этапе Тейку провёл все 3 игры отыграв полные 90 минут. В матче против Германии он получил жёлтую карточку. В итоге в группе Камерун занял последнее 4 место, уступив США, Южной Кореи и Германии.
Тейку был приглашён в стан молодёжной сборной Камеруна до 23 лет в марте 2011 года на матч квалификации к чемпионату Африки среди молодёжных команд против Танзании. В итоге по сумме двух матчей (3:3 и по пенальти 4:3) победила Танзания. В июне 2011 года был вызван на матчи квалификации к Всеафриканским играм 2011 в Мозамбике против Демократической Республики Конго. В итоге по сумме двух матчей Камерун обыграл Конго со счётом (1:3). В групповом турнире Всеафриканских игр Камерун занял 1 место, обыграв Сенегал и Уганду. В полуфинале команда Тейку уступила Гане (0:1). В матче за третье место Камерун обыграл Сенегал (1:1 в основное время и 4:5 по пенальти). Тейку на турнире выступал в качестве капитана, сыграв в 3 играх.

## Достижения
- Чемпион Кубка африканских наций: 2017
- Бронзовый призёр Всеафриканских игр: 2011
- Серебряный призёр Первой лиги Украины: 2011/12

## Стиль игры
Выступает на позиции центрального защитника, также может сыграть в полузащите. Одним из его положительных качеств является умение вбрасывать ауты. Часто во время вбрасывания аутов он перед этим исполняет кувырок вперёд через голову. Этот трюк он исполняет с 13 лет. Также одним из его достоинств является игра головой.

## Личная жизнь
По состоянию на январь 2012 был холост. Его отец Камган также играл в футбол, мать в юности занималась атлетизмом. Тейку самый младший ребёнок в семье. Два старших брата Отис и Рауль также стали футболистами. Также в их семье три сестры, одна из них стала волейболисткой и играла во Франции.
Болеет за испанский «Реал Мадрид» и московский «Спартак», любимый игрок — Алессандро Неста.
Владеет русским языком.